# 256 до н. е.

## Події
- сатрап Бактрії Діодот I.
- зникла Династія Чжоу
- консули Римської республіки Марк Атілій Регул й Луцій Манлій Вульсон Лонг; консул-суффект Гай Атілій Регул Серран.
- Після морської перемоги біля мису Екном римське військо під керівництвом Марка Регула висадилося біля р. Клупєї в Африці.
- створена іригаційна система Дуцзян'янь.

## Народились
- Лю Бан — засновник і перший імператор династії Хань у 206—195 до н. е. (посмертне ім'я — Імператор Ґао, храмове ім'я — Ґаоцзу)

## Померли
- Квінт Цедіцій — політичний та військовий діяч, учасник Першої Пунічної війни.